# Church Boys United
Der Church Boys United Football Club (aus Sponsorengründen Api Power Church Boys United Football Club) ist ein Fußballverein aus Lalitpur in Nepal. Der Verein spielt in der ersten Liga.

## Geschichte
Der Verein wurde 2009 gegründet. 2021 spielte der Klub in der dritten Liga. Am Ende der Saison wurde man Meister der Liga und stieg in die zweite Liga auf. Ein Jahr später feierte man die Zweitligameisterschaft sowie den Aufstieg in die erste Liga. 2023 wurde man nepalesischer Meister.

## Erfolge
- Nepalesischer Meister: 2023
- Nepalesischer Zweitligameister: 2021/22
- Nepalesischer Drittligameister: 2021

## Stadion

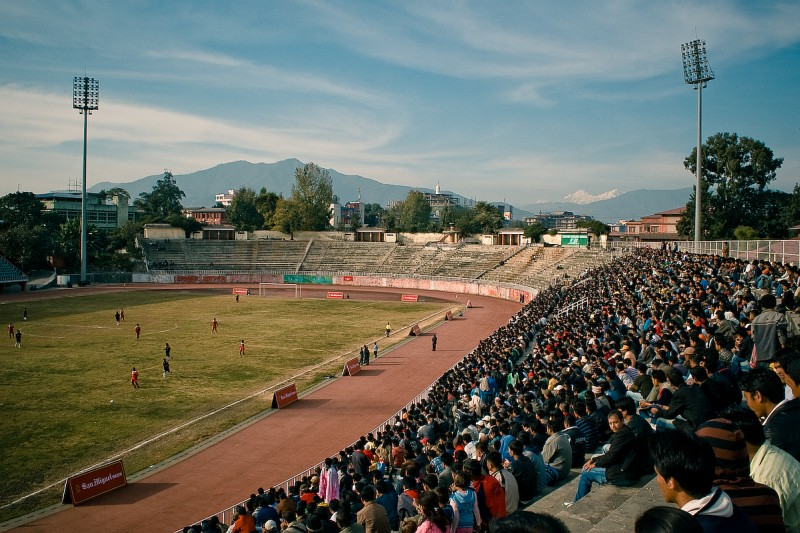
Dasarath Rangasala Stadium

Der Verein trägt seine Heimspiele im Dasarath Rangasala Stadium in Kathmandu aus. Das Stadion hat ein Fassungsvermögen von 25.000 Personen.